# Sh2-54
Sh2-54 est une grande nébuleuse en émission visible dans la queue de la constellation du serpent.
C'est une région H II étendue dans laquelle les phénomènes de formation d'étoiles sont actifs. À l'intérieur se trouvent un grand nombre de protoétoiles, certaines même de grande masse, et plusieurs sources infrarouges. A cette génération de jeunes étoiles s'ajoute une seconde, âgée d'environ 4 à 5 millions d'années, qui constitue le brillant amas ouvert NGC 6604.
Sh2-54 fait partie d'un vaste système nébuleux qui comprend également la nébuleuse de l'Aigle et la nébuleuse Oméga à proximité, qui sont également liées à deux grandes associations OB, connues sous le nom de Serpens OB1 et Serpens OB2.

## Observation
Sh2-54 est observée dans la partie orientale de la constellation, à environ 1° nord-ouest de la nébuleuse de l'Aigle, à laquelle elle est physiquement associée. Elle apparaît au contact d'une région de la Voie lactée fortement obscurcie par des poussières appartenant principalement à notre bras spiral, le Bras d'Orion. Le nuage peut être vu et photographié à travers un télescope amateur équipé de filtres spéciaux et d'oculaires à grand champ.
Située presque à cheval sur l'équateur céleste, elle peut être observée depuis toutes les zones peuplées de la Terre avec facilité et sans aucun privilège. La période la plus favorable pour son observation dans le ciel du soir est de décembre à avril.

## Structure et formations d'étoiles
Le nuage a une extension équivalent à ∼ 35 a.l. (∼ 10,7 pc), et est principalement composé d'hydrogène ionisé par les composants les plus brillants de l'amas ouvert massif NGC 6604, visible dans la partie sud du nuage et comprenant un grand nombre d'étoiles de grande masse issues des gaz du nuage lui-même lors d'un processus initial de formation d'étoiles qui a eu lieu il y a 4 à 5 Ma.
Les processus de formation d'étoiles actuellement actifs dans la nébuleuse sont principalement concentrés dans la partie nord, où se trouve un cocon dense indiqué par les initiales M1-88 et catalogué par Colin Stanley Gum en 1955 avec les initiales Gum 85. Bien que cet objet ait été peu étudié, certaines sources de rayonnement infrarouge et un faible amas de jeunes étoiles, BDS03-9, y ont été observés. Ces processus génératifs ont probablement été causés par l'action du vent stellaire des étoiles de NGC 6604, qui a généré une bulle en expansion dont l'onde de choc a frappé et comprimé les gaz du nuage lui-même.
En étendant les recherches à toute la région nébuleuse du complexe moléculaire, le nombre de jeunes objets stellaires connus s'élève à près de trente composants. Parmi celles-ci se détachent une dizaine de sources infrarouges dont la plus brillante est IRAS 18151-1208. Cette source a été étudiée en détail au cours de la première décennie du 21e siècle. Lui sont associés deux masers, un à eau et un au méthanol, probablement générés par de jeunes protoétoiles de grande masse, auxquels s'ajoutent deux gros jets collimatés d'hydrogène. On pense qu'il s'agit d'une région H II ultra-compacte dans laquelle est hébergé un très jeune amas d'étoiles en formation. Un deuxième nuage ultra-compact pourrait être l'objet IRAS 18146−1148, contenant également un jeune amas en formation. Parmi les autres sources, IRAS 18151−1208 et IRAS 18151−1134 se distinguent, coïncidant probablement avec deux étoiles bleues de la séquence principale, respectivement de classe spectrale B0 et B2.

## Composants stellaires

### NGC 6604
NGC 6604 est un amas extrêmement jeune et compact : les estimations sur son âge indiquent que ses composantes stellaires les plus massives ne dépassent pas 4 à 5 Ma,. La détermination de sa distance, égale à environ 1 700 pc (∼5 540 al), a également permis d'établir la distance de l'ensemble du complexe nébuleux qui lui est associé. L'amas est dominé par HD 167971, une étoile triple, dans lequel tous les composants sont de classe O. HD 167971 apparaît comme un objet de classe spectrale O8Ibf et est considérée parmi les étoiles de classe O les plus brillantes de la Voie lactée. C'est une étoile binaire à éclipses (μ Serpentis) qui a de légères fluctuations de magnitude (de 7,33 à 7,66) sur une période de 3,32 jours. À ce système s'ajoute HD 168112, une géante bleue de classe O5.5III à fortes émissions d'ondes radio.

### Association Serpent OB2
Les composants stellaires les plus massifs liés à la nébuleuse Sh2-54 forment une vaste association OB, cataloguée sous l'acronyme Serpens OB2, qui coïncide avec l'amas ouvert NGC 6604. Sa distance, d'environ 1 700 pc (∼5 540 al) le met en relation avec la nébuleuse Sh2-54, qui fait partie des complexes nébuleux de l'Aigle et Omega et dont les étoiles l'éclairent. Cette nébuleuse est disposée perpendiculairement au plan galactique et s'étend sur ∼ 30 a.l. (∼ 9,2 pc). L'association compte une centaine d'étoiles géantes de classe O et B situées à environ 65 pc (∼212 al) au nord du plan galactique. L'association est liée à une formation proche, "cheminée" (de l'anglais Chimney) de gaz chaud ionisé, un type de formation assez courant dans la Voie lactée et dans d'autres galaxies, d'environ 200 pc (∼652 al) de taille, qui semble jouer un rôle important dans les interactions entre le disque et le halo galactique, notamment en ce qui concerne le transfert de gaz et de photons. Parmi les membres de l'association, on trouve plusieurs étoiles bien connues en astronomie, comme l'étoile binaire Wolf-Rayet CV Serpentis, la binaire HD 166734 et la multiple HD 167971. Le fort vent stellaire de ses composants a produit un front d'onde de choc qui pourrait être responsable de la deuxième génération d'étoiles originaires de la région, celles de la nébuleuse de l'Aigle, ainsi que des processus encore en cours.

## Environnement galactique

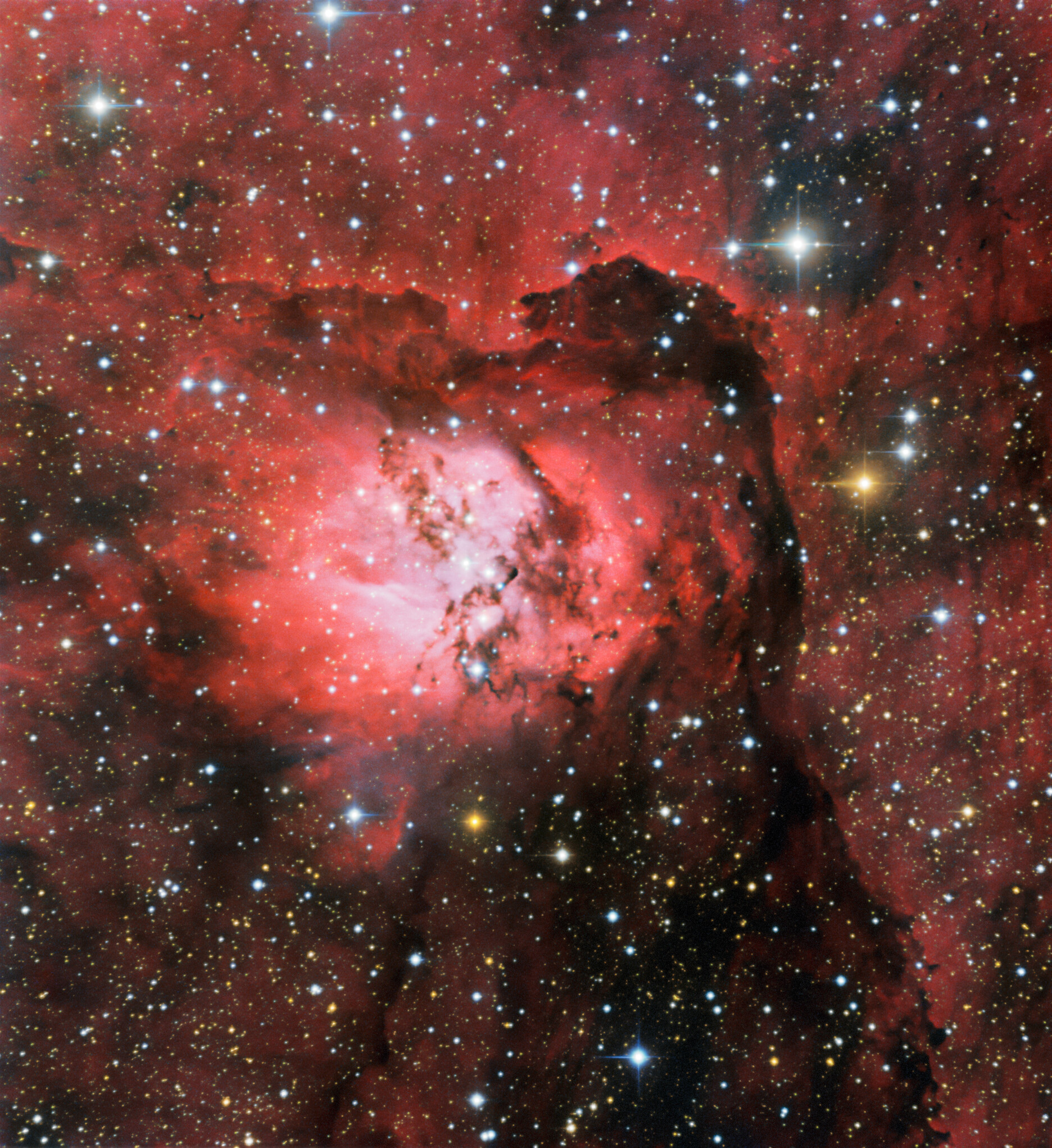
La Nébuleuse du Serpent (Sh2-54)

Sh2-54, la nébuleuse de l'Aigle et la nébuleuse Oméga font partie d'un complexe nuageux moléculaire unique couvrant plusieurs centaines d'années-lumière. Sur la base des cartes d'émission de 12CO, il a été découvert que les trois nébuleuses sont reliées par une faible ceinture nébuleuse, visible même dans les images à longue exposition et sensible également au proche infrarouge. Cela indiquerait que les trois nuages constituent les nuages les plus denses, zones où la formation d'étoiles a commencé à avoir lieu.
Selon les scientifiques, il est également possible de définir une évolution temporelle du nuage moléculaire : la première région où la formation d'étoiles a eu lieu est celle du nord, coïncidant avec Sh2-54, qui a donné naissance à l'association Ser OB2 il y a 4 Ma. Plus tard, les phénomènes de formation ont affecté la région de la nébuleuse de l'Aigle, il y a 2 à 3 Ma, et seulement récemment (il y a 1 Ma) la nébuleuse Oméga. Les causes qui ont conduit à l'extension des phénomènes de formation peuvent avoir été différentes, comme l'action du vent stellaire des étoiles qui se sont formées de temps en temps qui aurait comprimé les gaz des régions adjacentes les faisant s'effondrer sur elles-mêmes. Des compressions similaires pourraient également avoir été causées par l'explosion de plusieurs supernovae provenant des étoiles les plus massives dérivées de la formation. Une autre possibilité pourrait être que la compression des gaz se soit produite lorsque le complexe nébuleux est entré dans les régions plus denses du bras spiral sur lequel il se trouve.
Le nuage moléculaire géant a une forme de superbulle et de nombreuses jeunes étoiles qui lui sont associées se trouvent à l'intérieur. La superbulle, cependant, semble avoir quelques millions d'années de plus que le nuage lui-même, ce qui indique qu'il s'agit d'une structure qui préexistait à l'afflux du nuage. L'interaction avec la superbulle (et non ses effets d'expansion) pourrait donc aussi avoir été à l'origine des premiers phénomènes de formation d'étoiles dans la région. Selon certains auteurs, la région pourrait être encore plus étendue, incluant même la nébuleuse de la Lagune, également dans le Bras du Sagittaire (bien qu'elle soit légèrement plus proche de nous), et peut-être aussi la Nébuleuse Trifide, assez éloignée.